# Franz Braun (Zauberkünstler)

Franz Braun 2010

Franz Braun (* 14. April 1923 in Hennef/Sieg; † 27. September 2016 in Köln) war ein deutscher Amateur-Zauberkünstler und Spielkartensammler. Er war langjähriger Herausgeber und Chefredakteur der Vereinszeitschrift MAGIE des Magischen Zirkels von Deutschland. Braun arbeitete hauptberuflich als Versicherungsangestellter.

## Leben
Nach dem Abitur wurde Franz Braun Soldat mit Einsätzen in Russland und Italien. 1945 kam er aus dem Krieg zurück nach Köln und begann eine Volontärzeit bei einem Architekten. Da er jedoch keinen Studienplatz fand, begann er eine Ausbildung bei einer Kölner Versicherung und blieb dort rund 40 Jahre.
Mit 12 Jahren sah Franz Braun auf einem Flohmarkt einen Zauberer, der ihn so faszinierte, dass er Kunde beim Zaubergeschäft Janos Bartl in Hamburg wurde und sich dort die ersten Zauberkunststücke kaufte. Bald schon gab er kleine Zaubervorführungen vor Verwandten und Schulfreunden. Während seiner Militärzeit und bei Lazarett-Aufenthalten half ihm die Zauberei in vielerlei Hinsicht.
Von 1960 bis 1965 war Franz Braun der Schriftleiter der Vereinszeitschrift MAGIE.
1962 erhielt er als Anerkennung für seine Leistungen den Karl-Schröder-Gedächtnis-Ring verliehen. 1963 organisierte er zusammen mit Hans Mirbach einen großen Zauberkongress in Bad Neuenahr.

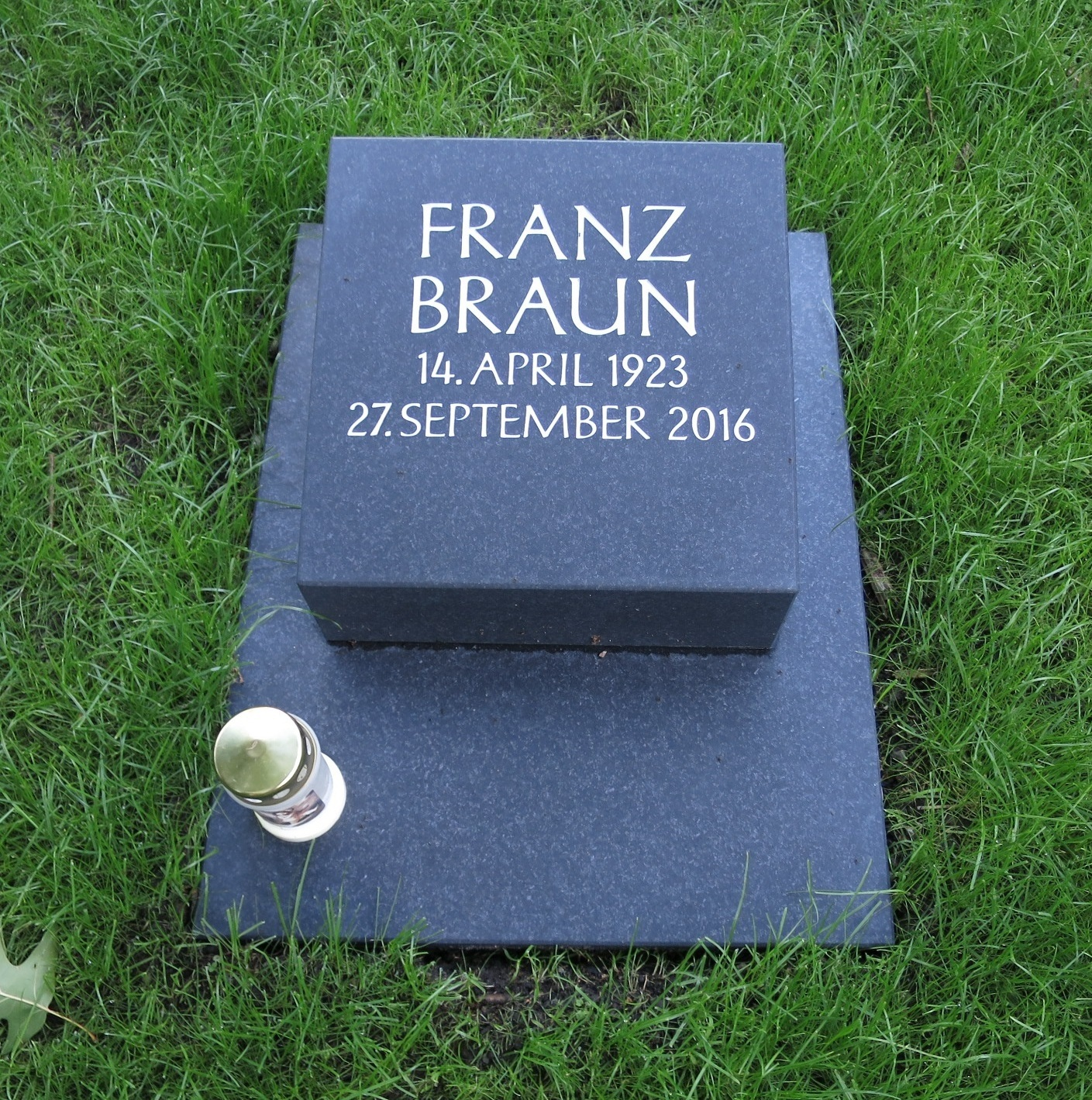
Grab auf Melaten-Friedhof

1967 gab er eine eigene Zauber-Zeitschrift Die Zauberkugel heraus.
Franz Braun galt darüber hinaus weltweit als Spezialist der Spielkartensammler. Zu diesem Thema brachte er von 1964 bis 1967 die Zeitschrift Die Spielkarte auf den Markt.
Seit 1988 erschien zusätzlich im Eigenverlag die Schriftenreihe Spielkarten.
Franz Braun wurde am 10. Oktober 2016 auf dem Kölner Friedhof Melaten (Flur 88 Nr. 37) beigesetzt.

## Auszeichnungen
- 1990: Modiano-Preis
- 1996: Ehrenmitglied der International Playing Card Society

## Veröffentlichungen (Auswahl)
- Spielkarten und Kartenspiele. Taschenführer. Fackelträgerverlag, 1966